# Stefan Milošević (ur. 1996)
Stefan Milošević (serb. cyr. Стефан Милошевић, ur. 23 czerwca 1996 w Nikšiciu) – czarnogórski piłkarz występujący na pozycji napastnika w izraelskim klubie Hapoel Ironi Kirjat Szemona oraz w reprezentancji Czarnogóry.

## Sukcesy

### Klubowe
Rudar Pljevlja
- Zdobywca Pucharu Czarnogóry: 2015/2016

Riga FC
- Mistrzostwo Łotwy: 2020